# Аблякім Ільмій
Аблякім Ільмій (крим. Ablâkim İlmiy; 1887, Ескі-Ель — 1947, Меджидія) — кримськотатарський письменник і журналіст.

## Біографія
Народився 1887 року в селі Ескі-Ель неподалік Бахчисарая. Здобув середню освіту в Криму, продовжив навчання у Стамбулі. У Туреччині став членом таємної організації кримськотатарських студентів «Талебе джемиети» («Товариство учнів»), познайомився з діячами кримськотатарського національного руху Дж. Сейдаметом, Номаном Челебіджіханом, Абібуллою Одабашем.
Знаковим твором для молодого автора став історичний переказ книжки «Рожевий квітник ханів або Історія Криму» (тур. Gülbün-i hânân yahud Kırım tarihı) — історичний твір присвячений історії Кримського ханства написаний в 1811 році староосманською принцом з роду Ґіреїв Халім Ґерай.  в 1909 році Аблякім Ільмій видав свій переказ з коментарями та роз'ясненнями  в Стамбулі, перебуваючи під впливом учасників патріотичного руху криммчаків.
1913 року Аблякім ільмій повертається до Криму, починає друкувати свої прозові твори в часописі «Терджиман». Прихильні відгуки, зокрема, здобуло його оповідання «Синку, Чубаре» (1914), присвячене подіям Першої світової війни.
1916 року певний час очолював газету «Терджиман». 1917 року починає самостійно видавати газету «Къырым оджагъы», бере активну участь у політичному житті Криму. Цього самого року на Першому курултаї кримськотатарського народу разом з А. Айвазовим, Дж. Аблаєвим був обраний до Президії Першого національного парламенту.
Від 1918 року працює вчителем географії у Зинджирли-медресе — навчальному закладі в Бахчисараї, але вже настопного року це медресе було закрито більшовиками.
До 1923 року в періодиці взагалі не згадується ім'я Аблякіма Ільмія. 1926 року в журналі «Илери» починають друкувати його повість «Спогади про голод», однак 2 грудня 1928 року він був заарештований і засуджений до п'яти років.
Після відбуття покарання Ільмій працює склярем і тривалий час не мешкає в Криму. Лише 1942 року. коли в селі Албат Кримським мусульманським комітетом було відкрито ліцей, він повертається до педагогічної діяльності. Він викладає в ліцеї географію й історію.
Перед приходом до Криму Червоної армії виїхав до Румунії, де й помер 1947 року. похований на татарському цвинтарі міста Меджидія.